# Groitzsch
Groitzsch település Németországban, azon belül Szászország tartományban. Lakosainak száma 7542 fő (2023. december 31.). Groitzsch Zwenkau, Neukieritzsch, Regis-Breitingen, Lucka, Elsteraue, Elstertrebnitz és Pegau községekkel határos.

## Népesség
A település népességének változása:
| Lakosok száma | 7515 | 7550 | 7586 | 7551 | 7542 |
|               | 2017 | 2019 | 2021 | 2022 | 2023 |